# 몰도바 유대인
몰도바 유대인(루마니아어: Evreii din Moldova; 히브리어: יהודים מולדובים)은 모이시아 지방의 도시들에서 로마 유대인들이 살았던 기원전 1세기로 거슬러 올라간다. 베사라비아의 유대인들은 이 지역에 얼마 동안 거주해왔다. 서기 4~7세기 사이에 몰도바는 아시아와 유럽 사이의 중요한 무역로의 일부였으며 유대교를 국교로 하는 하자르와 국경을 접했다. 제2차 세계 대전 이전에는 베사라비아 지역 전역에서 폭력적인 반유대주의 운동이 발생하여 이 지역의 유대인 인구에 나쁜 영향을 미쳤다. 1930년대와 40년대에 옥타비안 고가와 이온 안토네스쿠의 루마니아 정부 하에서 정부가 지시한 포그롬과 대량 추방이 뒤따르며 유대인 시민들이 집중되고 몰살되었으며, 이로 인해 베사라비아 전역에서 45,000~60,000명의 유대인이 몰살되었다. 루마니아 정부 하에서 영토에서 사망한 루마니아와 우크라이나 유대인 수는 총 28만~38만 명이다.
오늘날 몰도바의 유대인 공동체는 부활했으며 주로 몰도바 공화국 유대인 공동체(JCM) 조직으로 대표된다. 이 단체는 1997년에 현재의 형태로 등록되었지만 그 뿌리는 1935년 11월 3일 베사라비아에서 유대인 공동체 연합을 설립한 것으로 거슬러 올라간다. 이 단체는 2022년 몰도바 유대인의 총 인구를 약 20,000명으로 추정한다. 세계 유대인 회의(JCM이 가맹된 세계 유대인 회의)는 "다양한 형태로 유대인의 정체성과 문화를 기념하면서 국가적인 자의식의 광범위한 발전과 몰도바 유대인들에 의한 그들의 뿌리로의 귀환"이 있었다고 진술한다. 이스라엘과의 외교 관계는 1992년에 시작되었으며 이스라엘 영사관은 수도인 키시너우에 위치해 있다. 2014년부터 몰도바는 국제 홀로코스트 추모 연합의 옵서버 국가였으며 2019년부터 반유대주의에 대한 IHRA 작업 정의를 채택했다. 유대인 역사 박물관은 2023년 1월 30일 오르헤이에 개관했다.

## 홀로코스트
여러 마을에 조직된 나치 집단 거주지와 나치 강제 수용소(그 수용소들에는 비슷한 수의 트란스니스트리아 출신 유대인들도 있었다)에서 많은 사람들이 기아 또는 열악한 위생 상태로 죽거나 1944년 소련군이 도착하기 직전에 특수 나치 부대의 총격을 받았다. 루마니아 트란스니스트리아 군사 행정부는 집단 거주지와 수용소에 있는 사람들에 대해 매우 빈약한 기록을 남겼다. 루마니아 자료에서 발견되는 유일한 정확한 숫자는 59,392명이 집단 거주지와 수용소에서 문을 연 순간부터 1943년 중반까지 사망했다는 것이다. 이 숫자는 출신에 관계없이 모든 수감자들을 포함하지만, 1943년 중반부터 1944년 봄 사이에 사망한 수감자들뿐만 아니라 수용소로 가는 도중 사망한 수감자들, 루마니아 군대의 트란스니스트리아 점령의 즉각적인 여파로 사망한 수감자들은 포함하지 않는다(예: 1941년 오데사 대학살).

## 몰도바 소비에트 사회주의 공화국
제2차 세계 대전 이후 몰도바 소비에트 사회주의 공화국의 유대인 수는 크게 증가하여 1970년에는 98,001명으로 정점을 찍었다. 1970년대 소련의 알리야와 서방으로의 이민, 특히 1980년대 후반에는 이들 중 다수가 이스라엘, 미국, 캐나다로 이주했고 일부는 오스트레일리아와 서유럽으로 이주했다. 1989년 소련의 마지막 인구조사에서 소련 공화국의 유대인 수는 65,672명이었다.

## 현대 상황
2014년 현재 몰도바에는 키시너우에만 1만 명이 넘는 유대인이 살고 있는 것으로 추산된다. 같은 시기에 몰도바에는 75,492명의 몰도바 유대인이 살고 있으며, 러시아, 미국, 영국, 독일, 루마니아, 오스트레일리아 등 세계 다른 지역에서도 소규모 공동체가 살고 있다.
2015년부터 매년 1월 27일을 국가 홀로코스트 추모의 날로 인정하고 있다. 2016년 몰도바 의회는 엘리 위젤의 루마니아 홀로코스트에 관한 국제위원회 최종보고서를 승인했다. 2022년 5월 종교를 이유로 한 차별은 불법이며, 종교적, 인종적 증오에 대한 선동은 불법으로 규정되었다.
그러나, 반유대주의는 여전히 일반적이며, 몇몇 교회와 정치 단체들은 여전히 반유대주의 수사를 언급한다. 게다가, 극우파와 신나치파가 이 나라에서 활동하고 있다. 소비에트 시대에 종교가 심하게 제한되었기 때문에, 몰도바에는 종교를 믿는 사람들보다 유대인 혈통을 가진 사람들이 더 많을 가능성이 있지만, 많은 사람들은 단순히 종교에 대해 알지 못할 수도 있다.

## 같이 보기
- 루마니아 유대인